# Euperilampus spina
Euperilampus spina är en stekelart som beskrevs av Boucek 1978. Euperilampus spina ingår i släktet Euperilampus och familjen gropglanssteklar. Inga underarter finns listade i Catalogue of Life.